# Roland Pré
Roland Pré, né le 26 décembre 1907 à Renazé (Mayenne) et mort le 27 avril 1980 à Ballainvilliers (Essonne) est un ingénieur civil des Mines, docteur en droit et résistant francais. 

## Biographie
Administrateur en Guinée de 1937 à 1939, il fut directeur de la Fédération nationale des bâtiments et des travaux publics de 1940 à 1942.
Gouverneur de première classe de la France d'outre-mer, directeur des affaires économiques et du plan au ministère de la France d'outre-mer, ancien président de la commission d'étude et de coordination des plans de modernisation et d'équipement des territoires d'outremer au commissariat général au plan, avait été gouverneur du Gabon, de la Guinée, de la Haute-Volta et de la Côte française des Somalis, nommé haut commissaire de la République au Cameroun en 1954, directeur du Bureau minier de la France d'outre-mer.
En poste au Cameroun, il a dissous l'Union des populations du Cameroun, le 13 juillet 1955. Pierre Messmer lui succéda en 1957 comme haut commissaire au Cameroun.
Rentré en France, il a présidé le BRGM de 1960 à 1964.
Il participa à la Résistance intérieure française au Bureau central de renseignements et d'action sous le pseudonyme d'Oronte,.
Il meurt en avril 1980.

## Publications
- Le bilan du corporatisme : Italie, Autriche, Portugal, Allemagne, Librairie technique et économique, 1936
- L'avenir de la Guinée française, Les Éditions guinéennes, 1951